# جوزيت فيدال
جوزيت فيدال (بالإسبانية: Josette Vidal Restifo) هي ممثلة فنزويلية، ولدت في 25 مارس 1993 في كاراكاس في فنزويلا.

## وصلات خارجية
- جوزيت فيدال على موقع IMDb (الإنجليزية)